# Берізки-Бершадські
Берізки-Бершадські — село в Україні, у Джулинській сільській громаді Гайсинського району Вінницької області. До 17.07.2020 у складі органу місцевого самоврядування — Джулинська сільська рада.

## Розташування
Село розташоване на правому березі р. Південний Буг за 18 км на схід від Бершаді та за 5 км від найближчої залізничної станції Джулинка. Через село пролягає автошлях територіального значення Т 0202.
Таким чином. перевезення пасажирів забезпечуються поїздом Вінниця-Гайворон до ст. Джулинка, а також автобусом «Бершадь-Умань».

## Історія села
Історія Берізок-Бершадських сягає глибини XVI століття. Поселення засноване на березі раніше повноводної річки. За переказами старожилів, як стверджує місцевий краєзнавець О. Т. Коваль, у цих місцях раніше діяла переправа серед порогів.
Назва походить від розкішного березового гаю, що в ті часи підступав від Ставків аж до самих сільських околиць. «Бершадські» тому, щоб відрізнити від двох інших сіл, що біля Чечельника (Берізки-Чечельницькі) та Надкодимських, Балтського повіту. Про це можна дізнатися із книги протоієрея-просвітителя Євтимія Сецінського «Труды Подольского епархиального историко-статистического комитета», виданої в 1901 р.
Як давно існує село, невідомо. За народними переказами, спочатку воно розташовувалось дещо південніше від теперішніх Берізок і називалося «Селище».
7 (20) листопада 1917 року, відповідно до Третього Універсалу Української Центральної Ради, увійшло до складу Української Народної Республіки.
12 червня 2020 року, відповідно розпорядження Кабінету Міністрів України № 707-р «Про визначення адміністративних центрів та затвердження територій територіальних громад Вінницької області», село увійшло до складу Джулинської сільської громади.
19 липня 2020 року, в результаті адміністративно-територіальної реформи і ліквідації Бершадського району, село увійшло до складу Гайсинського району.

## Видатні уродженці
- Василь Надім'янов — український історик.

## Галерея

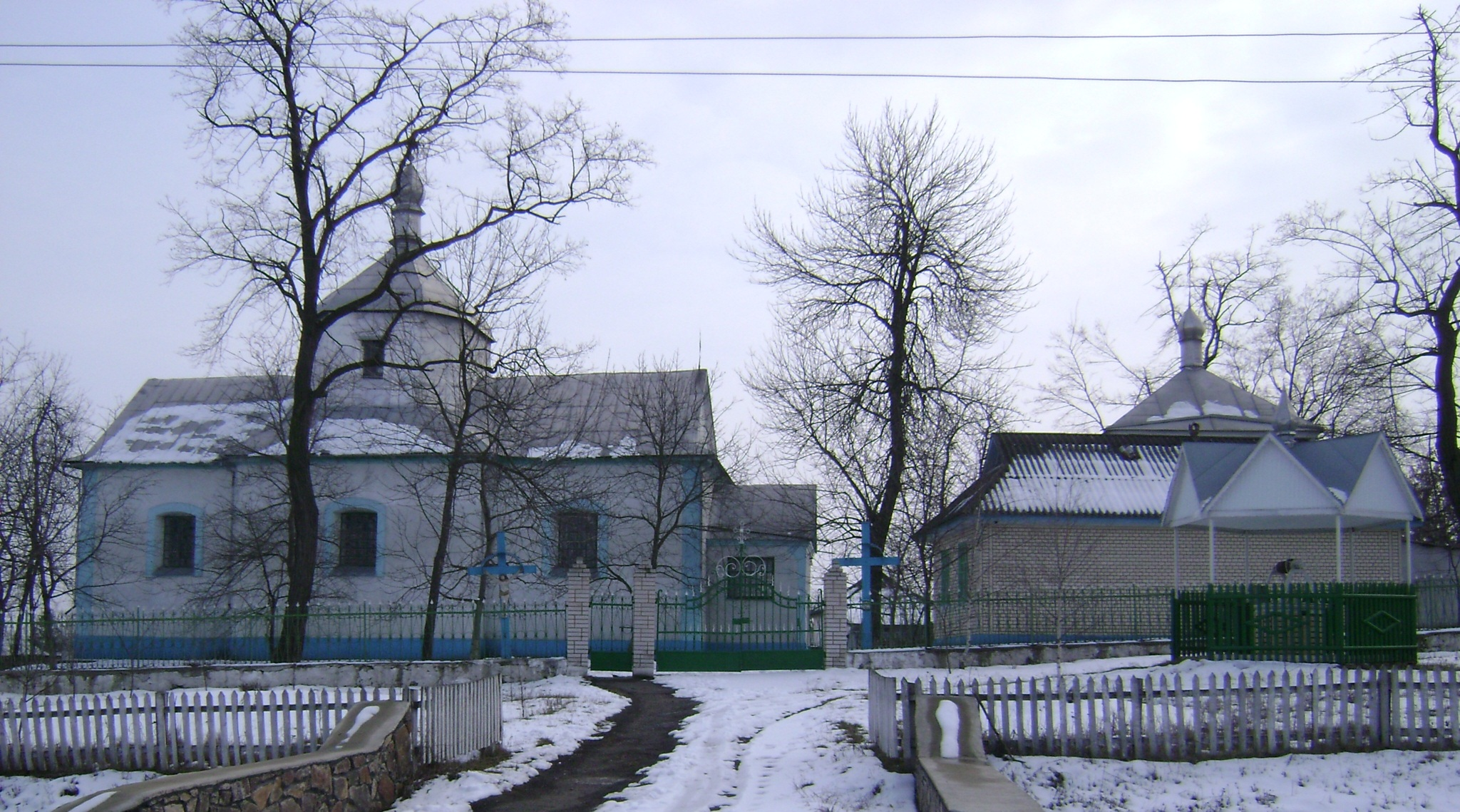
Іоанно-Богословська церква
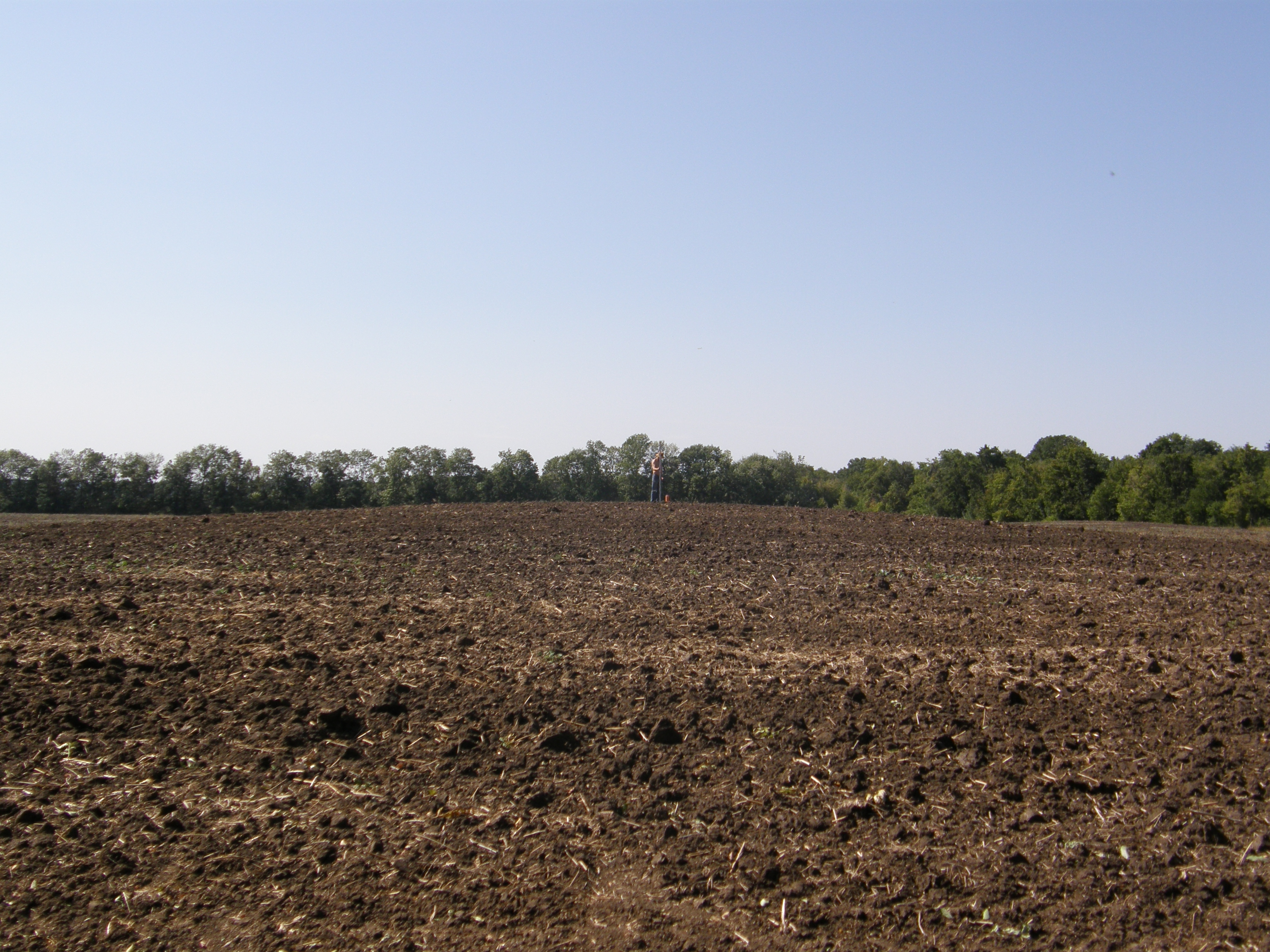
Курган поблизу села
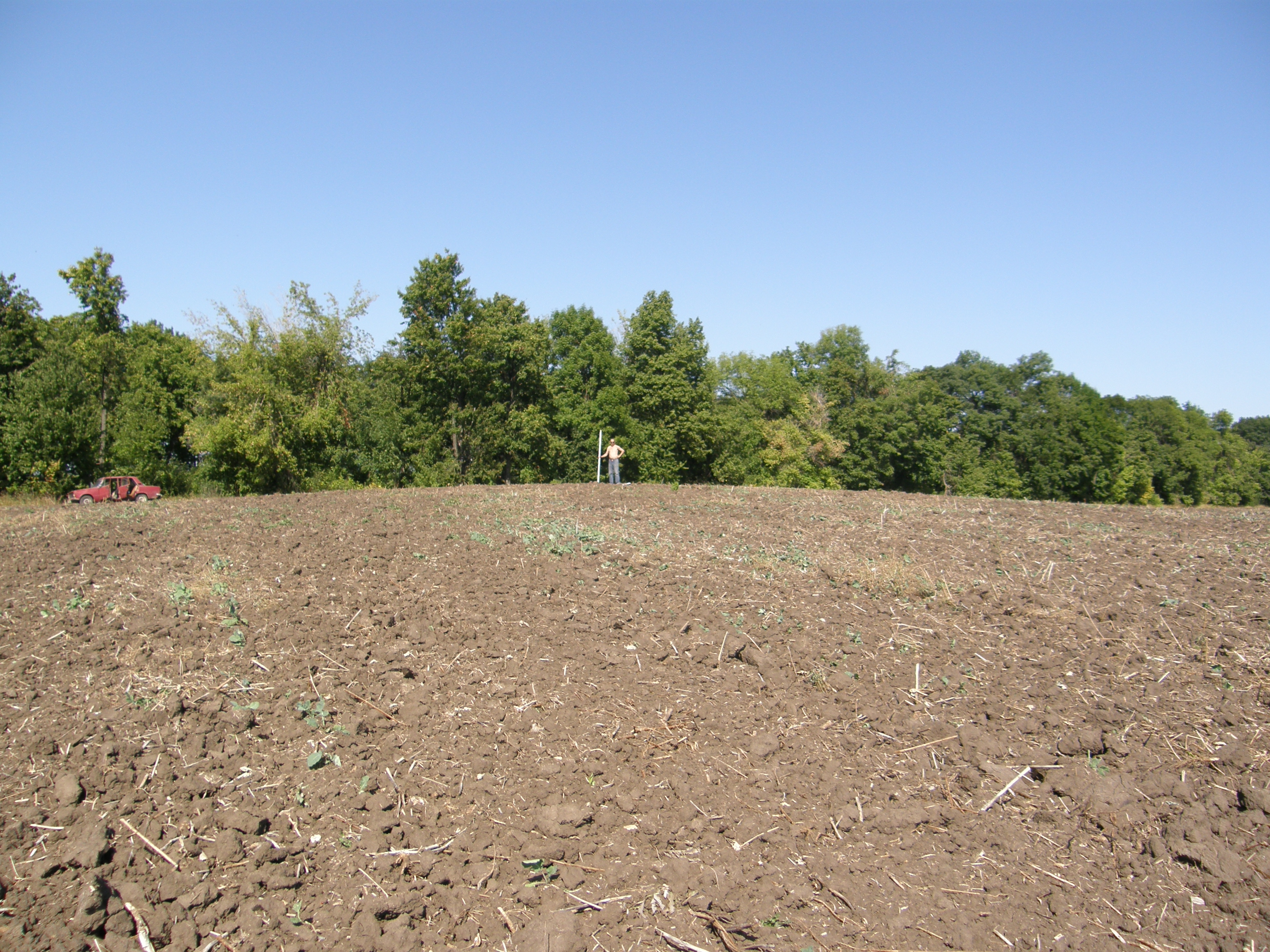
Курган поблизу села